# 한호강
한호강(韓浩康, 1993년 9월 18일~)은 대한민국의 축구 선수로 현재 수원 삼성 블루윙즈에서 수비수로 뛰고 있으며 재일교포 4세이다.